# 애니메이터 대 애니메이션
애니메이터 대 애니메이션(Animator vs. Animation, AvA)은 엘런 베이커가 만든 애니메이션 웹 시리즈이다. 원작 애니메이션은 2006년 6월 3일에 뉴그라운즈에 처음 공개되었으며, 5개월 후 속편이 공개되었다. 거의 모든 에피소드는 어도비 애니메이트 또는 블렌더로 애니메이션화되었으며, 네 번째 에피소드부터는 실사 장면도 시리즈에 통합되었다.
이 웹 시리즈의 줄거리는 만들어진 애니메이션 프로그램에서 탈출하려는 막대인간의 이야기이며, 내장된 애니메이션 도구나 단순한 힘을 사용하는 등의 전략을 동원한다. 이 시리즈에는 거의 음성 대화가 없다.
독특한 컨셉과 고품질 애니메이션으로 유명하며, 즉각적인 인터넷 히트를 기록하여 뉴그라운즈에서 4.78점을 받았고, 유튜브에서 8천만 뷰를 기록했다. 네 번째 에피소드는 한 달 안에 유튜브에서 거의 5백만 뷰를 기록했다.
시리즈의 리부트 에피소드를 위한 킥스타터 캠페인은 2013년 7월 10일에 만들어졌으며, 2013년 8월 9일에 목표 금액인 10,000 달러를 달성했다. 에피소드는 2014년 10월 2일에 공개되었다.
시리즈의 여러 웹 게임 각색판이 만들어졌으며, 2006년에는 찰스 예가 개발한 'Animator vs. Animation Game: SE'라는 제목의 게임도 있다.

## 등장인물

### 인간
- "Noogai3" (엘런 베이커): 애니메이터. 처음에는 자신의 창조물에 대해 경멸적인 태도를 보였지만, 그 중 하나(더 세컨드 커밍)가 텍스트를 통해 대화할 수 있다는 것을 알게 된 후 더 많은 관심을 보였다.

### 막대인간
- Victim [sic]: 2006년 Noogai가 만든 검은색 (나중에 회색) 막대인간. "Animator vs. Animation"에서 데뷔했지만 같은 에피소드에서 사망한 것으로 보인다.[11] 거의 17년 후, 그는 2006년과 2007년에 걸쳐 제작자에게 무수히 재창조되고 고문을 당한 후 결국 로켓을 통해 어도비 플래시에서 탈출했으며, 칙칙한 회색으로 변하고 미치라는 애니메이션 여성 캐릭터와 함께 좌초되었다. 둘은 함께 기술 회사를 설립하고 2011년까지 아우터넷에서 평화롭게 살았지만, 미치가 Victim의 후계자인 더 초즌 원에게 살해당했다. 이것은 Victim이 4명의 용병의 도움을 받아 향후 몇 년 동안 그를 추적하게 만든다.

- The Chosen One: 검은색 막대인간. 원래 2006년 Noogai에 의해 만들어졌으며 Victim과 거의 동일한 외모를 가졌다.[12] 그는 불꽃 브레스, 레이저 비전, 괴력 등 여러 초능력을 가지고 있다. 그는 "Animator vs. Animation II"에서 데뷔했으며 다음 에피소드 후에 사망한 것으로 추정되었지만 "The Virus"의 끝에서 다시 나타났다.
- The Dark Lord: 2011년 Noogai에 의해 만들어진 붉은색 막대인간.[a] 오직 더 초즌 원을 파괴하기 위한 임무만으로 프로그래밍되었다. 그는[13] "Animator vs. Animation III"에서 데뷔했으며 같은 에피소드에서 사망한 것으로 추정되었지만 "The Flashback"에서 다시 나타났다가 "The Showdown"의 끝에서 다시 사망한 것으로 추정된다.
- Stick Gang: 더 세컨드 커밍과 파이팅 스틱 피규어로 구성된 5명의 막대인간 그룹.
  - The Second Coming: 2014년 Noogai에 의해 우발적으로 만들어진 주황색 막대인간. 그는 스틱 갱의 리더이다. 그가 등장하는 거의 모든 애니메이션에서 더 세컨드 커밍은 그가 소개된 같은 에피소드에서 만나는 다른 인물들과 마찬가지로 완전히 정상적인 막대인간으로 묘사되지만, 훨씬 더 숙련된 싸움 능력을 가지고 있다. 그러나 그는 현재 시리즈에 도입된 가장 강력한 인물 중 하나로 만드는 숨겨진 힘과 능력을 가지고 있다. 이러한 힘에는 염력, 비행 및 레이저 비전이 포함된다. 이러한 능력은 모호한 수단을 통해 일시적으로만 나타났으며, 더 세컨드 커밍은 그의 강력한 상태를 전혀 기억하지 못한다.
  - Fighting Stick Figures: 2014년에 소개된 빨간색, 파란색, 노란색, 녹색으로 구성된 4명의 단단한 머리 막대인간 그룹. sticksfight.com에 거주하며 더 세컨드 커밍의 도움으로 탈출했지만 Noogai에 의해 각각 제거되었다가 나중에 부활했다. 그들은 나중에 "The Showdown" 중에 더 다크 로드에 의해 살해되었지만 더 세컨드 커밍에 의해 다시 부활했다.
    - Red: 빨간색 막대인간, 동물을 좋아한다. 2014년에 소개되었다.
    - Blue: 청록색 막대인간, 농사와 포션 제조를 좋아한다. 2014년에 소개되었다.
    - Yellow: 노란색 막대인간, 컴퓨터 프로그래밍을 좋아한다. 2014년에 소개되었다.
    - Green: 라임색 막대인간, 더 세컨드 커밍의 가장 친한 친구이며 음악을 좋아한다. 2014년에 소개되었다.

## 에피소드
| 시즌 | 시즌 | 회수 | 방송 날짜       | 방송 날짜        |
| 시즌 | 시즌 | 회수 | 시즌 시작       | 시즌 종료        |
| ---- | ---- | ---- | --------------- | ---------------- |
|      | 1    | 4    | 2006년 6월 3일  | 2014년 10월 2일  |
|      | 2    | 4    | 2018년 8월 19일 | 2020년 10월 24일 |
|      | 3    | 7    | 2023년 4월 29일 | TBA              |

### 시즌 1 (2006-14)
| 1 | 1 | "Animator vs. Animation"                  | 엘런 베이커 | 2006년 6월 3일 (original) 2007년 5월 14일 (유튜브)   |
| 애니메이터 엘런 베이커는 어도비 플래시(현재 어도비 애니메이트로 알려져 있음)에 검은색 막대인간을 만들고 이름을 "victim"이라고 지었다. Victim이 살아나자마자 엘런은 그를 파괴하려 하고, 그는 애니메이션 소프트웨어의 도구를 사용하여 자신을 방어하려 하며 소프트웨어의 라이브러리 도구를 사용하여 자신을 복제하고 플래시의 다른 내장 도구(예: 브러시, 펜 등)를 사용한다. 엘런은 결국 어도비 플래시를 닫고, Victim과 프로젝트 파일을 제거한 것으로 보인다. |   |                                           |             |                                                      |
| 2 | 2 | "Animator vs. Animation II"               | 엘런 베이커 | 2006년 11월 4일 (original) 2007년 5월 14일 (유튜브)  |
| 아마도 몇 달 후, 엘런은 이번에는 "더 초즌 원"이라고 이름 붙인 또 다른 검은색 막대인간을 다시 만들려 하며, 엘런과 AIM 친구 사이의 논의에 의해 확립된 인게임 규칙에 따라 그를 훨씬 더 강력하게 만든다. 다시 한번, 더 초즌 원이 살아나고, 이번에는 엘런의 데스크톱으로 들어가 그의 데스크톱 애플리케이션과 파일을 파괴한다. 엘런은 AIM에서 친구에게 도움을 요청하려고 하지만, 더 초즌 원이 프로그램 창으로 AIM을 부수어 대화를 조기에 종료시킨다. 컴퓨터를 끄기 전에, 더 초즌 원은 엘런의 Avast 바이러스 소프트웨어에 의해 바이러스로 인식되어 신속하게 포획된다. 엘런은 더 초즌 원을 pop-up blocker로 일하게 강제한다. |   |                                           |             |                                                      |
| 3 | 3 | "Animator vs. Animation III"              | 엘런 베이커 | 2010년 10월 11일 (original) 2011년 10월 2일 (유튜브) |
| 이전 에피소드의 사건 이후 4년 동안, 더 초즌 원은 여전히 엘런이 사용하는 광고 차단기이다. 자유를 갈망하며, 그는 탈출을 약속하는 막대인간 노예제에 대한 웹사이트를 보지만, 엘런은 더 초즌 원의 계획을 신속하게 차단한다. 그러나 더 초즌 원은 엘런의 커서를 조작하여 커서가 자신을 해방하는 옵션을 클릭하게 만들고, 더 초즌 원은 즉시 엘런의 컴퓨터를 파괴하기 시작한다. 더 초즌 원이 마이크로소프트 워드에서 Clippit과 싸우면서 별다른 성공을 거두지 못하는 동안, 엘런은 신속하게 붉은 막대인간을 그리고 이름을 "The Dark Lord"라고 지었으며, 더 초즌 원을 파괴하는 임무로 코딩했다. 파이어폭스와 윈도우 무비 메이커와 같은 여러 데스크톱 애플리케이션을 설득하여 더 초즌 원을 물리치는 것을 돕도록 하면서 싸움은 더욱 파괴적으로 변하지만, 애플리케이션은 쉽게 패배한다. 전투가 계속되면서 더 초즌 원은 더 다크 로드를 자신의 편으로 데려오고, 엘런은 Solitaire 경기를 사용하여 더 초즌 원을 죽이려고 한다. 실패한 후, 둘은 협력하여 그의 컴퓨터를 종료하고, 소용돌이를 만들어 그의 데스크톱을 충돌시키면서 에피소드를 끝낸다. |   |                                           |             |                                                      |
| 4 | 4 | "Animator vs. Animation IV"               | 엘런 베이커 | 2014년 10월 2일                                      |
| 이전 에피소드 이후 약 4년 후, 엘런은 직접 메시지를 통해 친구와 이전 에피소드의 사건에 대해 채팅하면서 주황색 막대인간을 애니메이션화하고 있다. 엘런은 새 컴퓨터를 사야 한다는 좌절감을 표현하지만, 이전 에피소드의 사건이 다시는 일어나지 않을 것이라고 믿지 않는다고 설명한다. 그는 빨래를 돕기 위해 파트너로 추정되는 사람을 도우러 가고, 그가 없는 동안 그가 애니메이션화하고 있던 주황색 인물이 살아나 잠시 주변을 살피다가 엘런이 돌아오자마자 재빨리 제자리로 돌아간다. 엘런은 친구에게 곧 돌아오겠다고 말한 후 떠난다. 주황색 막대인간은 계속 탐험하며 "sticksfight.com"이라는 웹사이트(실제로는 존재하지 않았지만 현재는 작동하는 URL임)에서 빨간색, 노란색, 녹색, 파란색 막대인간 그룹을 풀어준다. 엘런은 돌아와 결국 작업 관리자를 사용하여 원본을 포함한 모든 막대인간의 "작업을 종료"함으로써 혼란을 멈춘다. 그러나 작업 관리자에 문제가 발생하고 엘런은 주황색 막대인간인 "TheSecondComing.exe"로부터 "내 친구들을 끝냈군. 이제 내가 널 끝낼 것이다."라는 메시지를 받는다. 아마도 이전 에피소드의 더 초즌 원과 관련된 더 세컨드 커밍이 페이스북에서 그의 친구들을 모욕하는 것과 같은 행동을 하면서 애니메이터에게 온라인상으로 전반적인 피해를 주는 존재로 돌아다니면서 혼란이 일어난다. 더 세컨드 커밍은 엘런의 휴대폰과 컴퓨터 사이를 오가며 그와 싸울 수 있는 한 최선을 다한다. 이 싸움 과정에서 더 세컨드 커밍은 말, 스트롱맨 등 다양한 그림을 애니메이션화한다. 이를 본 엘런은 유사한 아이디어를 그리는 자신만의 실패한 시도를 떠올리고, 마침내 더 세컨드 커밍을 포획하기 전에 그림 중 하나가 그의 커서를 공격할 때까지 그림을 삭제하는 것을 망설인다. 엘런은 Victim에게 이전에 했던 것처럼 더 세컨드 커밍을 끝낼 것으로 추정되는 움직임을 보이지만, 더 세컨드 커밍은 예상치 못하게 말하며 멈춰달라고 애원한다. 이것은 엘런이 더 세컨드 커밍과의 거래에 마음을 열게 한다. 그들이 그에게 애니메이션을 더 잘하는 방법을 가르쳐준다면 애니메이터는 그들을 자유롭게 해 줄 것이다. 더 세컨드 커밍은 결국 애니메이터가 Sticksfight 웹사이트에서 그의 친구들을 부활시킨 후 동의한다. |   |                                           |             |                                                      |
| 모음집 |   |                                           |             |                                                      |
| – | – | "Animator vs Animation Season 1 (Ep 1-4)" | 엘런 베이커 | 2024년 7월 20일                                      |
| 처음 네 에피소드를 함께 재업로드한 모음집으로, 와이드스크린 16:9 화면비율에 맞게 처음 세 에피소드에 조정이 가해졌다. 음향 효과도 원본보다 고품질로 대체되었다. |   |                                           |             |                                                      |

### 시즌 2 (2018-20)
| 5 | 1 | "The Virus"                                | 엘런 베이커 | 2018년 8월 19일  |
| 에피소드는 엘런이 양발 달린 꽃과 같은 캐릭터를 애니메이션화하는 것으로 시작하며, 이때 더 세컨드 커밍이 왼쪽에서 걸어 들어온다. 더 세컨드 커밍은 애니메이션 창으로 뛰어들어 엘런에게 도움이 필요한지 묻고, 엘런은 수락한다. 더 세컨드 커밍이 그린 두 개의 임시 막대인간의 도움으로 애니메이션은 더 자연스럽게 보이도록 정교해진다. 엘런의 커서와 더 세컨드 커밍이 일련의 하이파이브를 교환한 후, 윙윙거리는 소리가 들리고 애니메이터는 컴퓨터 타워에 손을 대고 열을 느낀 후 움츠러든다. 더 세컨드 커밍은 작업 표시줄 온도 아이콘의 도구 설명에 92도 섭씨를 표시한다. 엘런은 이어서 작업 관리자를 열어 "ViraBot"이라는 프로그램이 막대한 양의 리소스를 사용하는 것을 보여준다. 엘런이 작업 관리자로 프로그램을 종료하려 한 후, 시작 메뉴에 많은 다른 "Vira-" 앱이 나타난다. 시스템 관리 옵션을 사용하려 했지만 액세스가 거부된 후, ViraBot.exe의 데스크톱 아이콘이 드러난다. 휴지통을 사용하여 파괴하려 한 후, 엘런은 더 세컨드 커밍이 요청한 망치를 그리고, 더 세컨드 커밍은 망치를 아이콘에 부딪혀 금이 가게 만들고, 붉은색의 네 발 달린 거미와 같은 생명체가 나타난다. ViraBot은 이어서 커서와 막대인간을 공격하며, 그들의 방어 시도는 실패한다. 더 세컨드 커밍은 브라우저를 열어 눈에 띄게 과열된 파이팅 스틱 피규어에게 바이러스에 대해 알린다. ViraBot이 브라우저 창으로 들어가 엘런의 커서를 파괴한 후, 더 세컨드 커밍과 파이팅 스틱 피규어는 데스크톱 주변에서 그것을 차기 시작한다. 모두가 동시에 그것을 차기 시작하자 ViraBot은 반격하기 시작하며, 결국 끈적한 회색 물질을 사용하여 네 명의 파이팅 스틱 피규어를 화면 가장자리에 묶어둔다. 더 세컨드 커밍이 도망가려다 잡히자, ViraBot은 두 개의 스파이크를 생성하고 휘두르며, 앞으로 돌진한다. 갑작스러운 폭발이 공격을 중단시키고, 포털이 열리며 검은 막대인간이 그곳에서 나와 더 초즌 원임을 드러낸다. 에피소드는 두 사람이 전투를 시작하는 순간 클리프행어 엔딩으로 끝난다. |   |                                            |             |                  |
| 6 | 2 | "The Chosen One's Return"                  | 엘런 베이커 | 2018년 10월 28일 |
| 이전 에피소드의 사건에 이어, 더 초즌 원과 ViraBot 사이의 전투가 시작된다. ViraBot은 ViraBot 스파이크로 더 초즌 원을 찌르지만, 더 초즌 원은 다치지 않거나 빠르게 회복한다. 그는 이어서 ViraBot을 공격하고 몰아붙여, ViraBot이 더 초즌 원에 맞서 컴퓨터 시스템을 제어하게 만든다. 처음에는 ViraBot이 싸움에서 이기지만, 더 초즌 원은 갑자기 훨씬 더 강력해지고 마침내 ViraBot을 죽여, 이제 자유로워진 더 세컨드 커밍과 파이팅 스틱 피규어의 만족을 얻는다. 그들이 존경과 감사의 표시로 더 초즌 원에게 절하자, 더 초즌 원은 다시 한번 포털을 만들고 엘런에게 작별 인사를 하며 그의 존경도 얻고 새로 만들어진 포털로 들어간다. 더 세컨드 커밍과 파이팅 스틱 피규어는 더 초즌 원을 따라 포털로 들어가기로 결정한다. |   |                                            |             |                  |
| 7 | 3 | "The Flashback"                            | 엘런 베이커 | 2019년 3월 12일  |
| 에피소드는 "Animator vs. Animation 3"의 끝에서 일어난 사건으로 시작한다. 그러나 이번에는 엘런의 컴퓨터가 완전히 파괴되기 전에 더 초즌 원과 더 다크 로드 모두 탈출에 성공한 것으로 드러나, 엘런의 좌절을 가져온다. 둘이 탈출한 후, 그들은 인터넷과 게임을 테러하기 시작한다. 몇 년 후, 아우터넷이라고 불리는 세상에서 더 다크 로드는 훨씬 더 큰 대재앙을 일으킬 목적으로 ViraBot이라는 극도로 위험한 바이러스를 발명하며, 그때쯤 마음을 바꾼 더 초즌 원에게 불안감을 안겨준다. 첫 번째 바이러스를 엘런의 컴퓨터에 발사하는 더 다크 로드를 막는 데 실패한 후, 더 초즌 원은 처음에는 엘런을 구해야 할지 말아야 할지 망설인다. 왜냐하면 엘런은 이전에 더 초즌 원을 공격했던 사람이기 때문이다. 그러나 엘런이 처음부터 더 초즌 원을 만들었기 때문에 막대인간은 그를 구하기로 결정한다. 바이러스와 더 초즌 원 모두 애니메이터의 컴퓨터에 들어가자, "Animator vs. Animation 5"의 사건이 일어난다. 더 초즌 원, 더 세컨드 커밍, 파이팅 스틱 피규어는 포털이 이끄는 터널을 통과하는 모습이 보인다. |   |                                            |             |                  |
| 8 | 4 | "The Showdown"                             | 엘런 베이커 | 2020년 10월 24일 |
| 더 초즌 원, 더 세컨드 커밍, 파이팅 스틱 피규어는 터널의 끝, 아우터넷에 도착하여 더 초즌 원은 더 다크 로드를 찾아 다시 공격한다. 둘이 싸우기 시작하자, 더 세컨드 커밍과 파이팅 스틱 피규어는 더 다크 로드가 이전에 보였던 집에 도착한다. 집에서 그들은 검은색-붉은색 손목 밴드를 발견하고, 더 다크 로드는 나중에 그것을 착용하고 사용하여 더 초즌 원과의 싸움에 더 많은 힘을 얻는다. 이를 본 더 세컨드 커밍과 파이팅 스틱 피규어, 특히 전자에 능한 Yellow는 더 다크 로드의 컴퓨터를 사용하여 엘런(이제 다시 커서를 사용할 수 있음)에게 도움을 요청하고 그의 커서를 아우터넷으로 전송하여, 엘런과 더 초즌 원은 더 다크 로드가 ViraBot을 불러 도움을 요청할 때까지 더 다크 로드를 공격하며, 그 결과 커서가 멈추고 프로그램이 종료되어 애니메이터와 아우터넷이 분리된다. 더 다크 로드가 더 초즌 원에게 다가가 ViraBot으로 그를 둘러싸고 몰아붙여 공격하고 죽이려 할 때, 더 세컨드 커밍과 파이팅 스틱 피규어가 도착하여 방어한다. 그러나 더 다크 로드가 그들을 찔러 파이팅 스틱 피규어는 사라지고 더 세컨드 커밍도 죽는 것으로 보인다. 더 초즌 원은 살아 있지만 약해져 있고, 더 다크 로드는 그의 ViraBot에게 세상을 테러하라고 명령하지만, 그렇게 하기 전에 더 세컨드 커밍은 갑자기 완전히 회복되고 더 초즌 원이나 더 다크 로드보다 더 큰 초능력을 얻는다. 더 세컨드 커밍은 모든 ViraBot과 아마도 더 다크 로드도 쉽게 죽인다. 더 세컨드 커밍은 더 다크 로드의 컴퓨터를 사용하여 파이팅 스틱 피규어를 부활시킨 후 의식을 되찾았을 때 초능력을 가졌던 기억을 잃고 의식을 잃는다. 더 세컨드 커밍과 파이팅 스틱 피규어가 재회한다. 감동하고 행복해하는 더 초즌 원은 더 세컨드 커밍에게 존경의 표시로 절하지만, 더 세컨드 커밍과 파이팅 스틱 피규어는 더 세컨드 커밍의 초능력을 알지 못하므로 이해하지 못한다. 그리고 더 세컨드 커밍과 파이팅 스틱 피규어는 엘런의 커서의 도움으로 엘런의 컴퓨터로 돌아온다.                                      |   |                                            |             |                  |
| 모음집 |   |                                            |             |                  |
| – | – | "Animator vs. Animation Season 2 (Ep 5-8)" | 엘런 베이커 | 2020년 12월 5일  |
| 에피소드 5-8의 모음집으로, 연속성 오류를 수정하고 사운드트랙을 변경한 편집이 포함되어 있다. |   |                                            |             |                  |

### 시즌 3 (2023-현재)
| 전체 번호 | 시리즈 번호 | 제목      | 감독        | 본 방송 날짜     |
| --- | ----------- | --------- | ----------- | ---------------- |
| 9 | 1           | "Wanted"  | 엘런 베이커 | 2023년 4월 29일  |
| 더 초즌 원은 4명의 용병에게 아우터넷 도시를 통해 쫓기고 있으며, 각자 픽셀 총이 달린 비행 호버크래프트를 사용한다. 그들은 더 초즌 원을 쏘는 데 성공하지만 그는 탈출하여 엘런의 컴퓨터로 들어간다. 거기서 더 초즌 원은 더 세컨드 커밍에게 도움을 요청하지만, 더 초즌 원을 제외하고는 아무도 더 세컨드 커밍의 힘을 알지 못한다. 더 초즌 원은 더 세컨드 커밍을 아우터넷으로 데려가고, 파이팅 스틱 피규어는 그들을 따라간다. 여섯이 아우터넷에 도착하자, 용병들은 더 초즌 원을 찾고 있는 것이 보인다. 용병들이 그때까지 아무 초능력도 사용하지 않는 더 세컨드 커밍을 발견하고 공격하자, 더 초즌 원은 더 세컨드 커밍을 잡고 날아가지만, 용병 중 한 명에게 전기 총으로 맞아 둘 다 떨어지고 더 초즌 원은 약해진다. 더 세컨드 커밍은 그림 애니메이션 도구를 가져왔음이 밝혀지고, 그것을 사용하여 자신과 더 초즌 원을 방어하고 용병들과 싸운다. 대결은 에이전트, 용병 중 한 명에 의해 더 세컨드 커밍과 더 초즌 원이 정지되고 비행 차량(파이팅 스틱 피규어에 의해 목격됨)에 실려 더 초즌 원(여전히 정지됨)과 더 세컨드 커밍이 감금된 감옥 같은 제한 구역 건물로 이동하는 것으로 끝난다. 용병들은 그들의 보스인 Victim을 만난다. |             |           |             |                  |
| 10 | 2           | "The Box" | 엘런 베이커 | 2023년 11월 4일  |
| 파이팅 스틱 피규어는 이전 에피소드에서 용병들이 갔던 방향으로 달려가 여러 시민들에게 그들이 보았던 로켓 기호에 대해 아는 것이 있는지 묻는다. 시민들이 아무것도 모른다고 말하거나 대답을 거부하거나 무시하자, 파이팅 스틱 피규어는 같은 로켓 기호가 있는 배달 트럭을 발견하고 몰래 그 안에 숨어들어가고, 운전자는 그들을 눈치채지 못하고 트럭에 들어가 운전을 시작한다. 한편, 이전 에피소드의 비밀 조직(로켓 기호로 상징됨)에서 더 세컨드 커밍은 조직원들에게 그림 애니메이션 도구로 살아있는 3D 생명체를 만드는 방법을 가르치도록 강요당한다. 더 초즌 원은 Victim과 함께 그의 괴력과 눈 레이저가 비활성화된 특수 상자에 갇혀 있다. 동시에 그들은 Victim이 반격하기 시작하자 Victim의 힘을 증가시키고, 결국 더 초즌 원을 의자에 묶고 엘런에 대해 심문한다. 더 초즌 원이 Victim에게 아무것도 말하기를 거부하자, Victim은 더 초즌 원의 머리에 기억 스캐너를 부착하여 더 초즌 원이 과거에 보았던 모든 것을 볼 수 있게 한다. Victim, 그의 용병들, 조직의 다른 직원들, 그리고 더 세컨드 커밍은 더 세컨드 커밍도 엄청난 초능력을 가지고 있다는 것을 발견하고, 이것은 직원들이 더 세컨드 커밍의 우리를 추가로 확보하게 만든다. Victim과 용병들은 계속 기억 스캐너를 사용하고 Yellow가 더 다크 로드의 터미널을 사용하여 엘런의 커서의 큰 버전을 소환했다는 것을 발견한다. 그들이 조직에 도착하자마자 그들은 에이전트와 여러 직원들에게 둘러싸여 강제로 Yellow를 안으로 데려간다. |             |           |             |                  |
| 11 | 3           | "Victim"  | 엘런 베이커 | 2024년 12월 14일 |
| 애니메이터 엘런 베이커는 어도비 플래시(현재 어도비 애니메이트로 알려져 있음)에 검은색 막대인간을 만들고 이름을 "victim"이라고 지었다. Victim이 살아나자마자 엘런은 그를 파괴하려 하고, 그는 애니메이션 소프트웨어의 도구를 사용하여 자신을 방어하려 하며 소프트웨어의 라이브러리 도구를 사용하여 자신을 복제하고 플래시의 다른 내장 도구(예: 브러시, 펜 등)를 사용한다. 엘런은 결국 어도비 플래시를 닫고, Victim과 프로젝트 파일을 제거한 것으로 보인다. Victim은 2006년과 2007년에 걸쳐 엘런에게 무수히 재창조되고 고문을 당한 후 로켓을 통해 엘런의 컴퓨터에서 탈출한다. 인터넷을 돌아다니는 동안 그는 칙칙한 회색으로 변하고 미치라는 애니메이션 여성 캐릭터와 함께 좌초된다. 둘은 함께 기술 회사를 설립하고 2011년까지 아우터넷에서 평화롭게 살았지만, 그때 미치는 더 초즌 원과 더 다크 로드에게 그들의 테러 중에 살해당한다. 이것은 Victim이 그의 동료인 에이전트에게 부착된 기억 스캐너를 통해 더 초즌 원을 본 후 그를 추적하게 만든다. 얼마 후, 에이전트는 Victim에게 더 다크 로드와의 전투 영상을 보여주며, 더 초즌 원과 엘런의 커서가 함께 있는 모습을 보여주며, 엘런이 더 초즌 원을 만들었다는 것을 Victim에게 드러낸다. |             |           |             |                  |

## 개발 및 역사
베이커는 덕 어먹과 1959년 애니메이션 버전 Harold and the Purple Crayon과 같은 많은 인기 애니메이션 및 이야기에서 영감을 받았다. 뉴그라운즈의 Cursor Thief와 같은 많은 다른 플래시 게임도 그에게 애니메이션을 만들려는 불꽃을 주었다. 애니메이션을 시작한 지 약 3개월 후, 베이커는 뉴그라운즈에 애니메이션을 게시했다. 다음날, 애니메이션은 하루 종일 2위를 차지했다. 베이커는 자신의 웹사이트에 애니메이션을 호스팅하려는 웹사이트 소유자들로부터 많은 이메일과 즉시 메시지를 받기 시작했으며, 웹사이트 중 하나는 애니메이션에 대한 독점 권리를 받는 한 75 달러를 제안하기도 했다. 베이커는 Albino Blacksheep의 소유자인 스티븐 러너로부터 받은 이메일을 읽은 후 거절했다.
AtomFilms는 속편 제작 자금을 지원하겠다고 제안했고, 2006년 11월 4일에 공개되었다. 베이커는 애니메이션에서 실제 AIM 사용자 이름을 사용했는데, 이로 인해 수백 명의 팬들이 온라인으로 메시지를 보내려 시도하여 데스크톱 화면이 뒤덮이는 바람에 서비스를 사용할 수 없게 되었다. 베이커는 유튜브에 동영상을 업로드하기 시작했으며, 유튜브의 저작권 신고 시스템을 사용하여 수동으로 동영상 복제본을 신고했지만 몇 년이 걸렸다고 한다. 베이커는 2010년 10월 4일에 Animator vs. Animation 3를 Atom.com에 업로드했으며, 이것이 마지막 에피소드가 될 의도였다. 베이커는 그 후 픽사에서 채용될 목표로 콜럼버스 미술 디자인 대학에서 애니메이션을 공부했다. 베이커는 그의 선생님의 말과 계속하라는 격려에 힘입어 Animator vs. Animation 4의 자금 조달을 위한 킥스타터 캠페인을 시작했다. 캠페인은 2013년 7월 10일에 시작되었고 2013년 8월 9일에 목표 금액인 10,000 달러를 달성했다. 2014년 10월 2일에 "Animator vs. Animation 4"가 유튜브에 공개되었다. 이 동영상은 한 달 안에 유튜브에서 거의 500만 뷰를 기록했다고 한다.

### eBaum's World 논란
"Animator vs. Animation"은 베이커의 허가 없이 크레딧 없이 eBaum's World에 게시되었다. 1998년 디지털 밀레니엄 저작권법에 따라 eBaum's World에 법적 조치가 위협받았다. eBaum's World는 나중에 베이커에게 연락하여 보상금으로 250 달러를 제안하고 베이커에게 거짓 증언을 하도록 압력을 가했다. 베이커는 나중에 진술을 철회하고 eBaum's World에 애니메이션과 증언을 웹사이트에서 제거할 것을 공식적으로 요청했다.

## 기타 미디어

### 게임 각색
2006년에 웹 게임 각색판인 Animator vs. Animation Game: SE가 어도비 플래시 플레이어용으로 출시되었으며, 찰스 예가 개발했다.
2025년 3월 26일, 2028년 6월 출시 예정인 대전 격투 게임인 Animation VERSUS를 위한 킥스타터 캠페인이 시작되었다. 이 게임은 시리즈의 캐릭터를 특징으로 하는 Rivals of Aether 모드를 만든 무노의 도움을 받아 개발 중이다.

### 스핀오프
이 시리즈는 "Animation vs." 레이블 아래 여러 스핀오프를 가지고 있으며, 그 중 일부는 원본 시리즈 자체보다 더 많은 조회수를 얻었다.
"애니메이터 대 마인크래프트"라는 스핀오프가 2015년 12월 14일에 업로드되었다. 이 동영상은 한 달 동안 인터넷에서 가장 인기 있는 마인크래프트 동영상 제목을 잠시 보유했다. Slice of life와 연속적인 스토리텔링을 번갈아 가며 다루는 동반 시리즈인 "Animation vs. Minecraft Shorts" (AvM Shorts)는 2017년 11월 17일에 데뷔했으며, 그 열네 번째 에피소드는 잠시 인터넷에서 가장 인기 있는 마인크래프트 동영상이었고 베이커의 가장 인기 있는 동영상이었다.
또 다른 스핀오프인 "Animation vs. 유튜브"는 퓨디파이와 마키플라이어를 포함한 수많은 유튜버들의 카메오 출연을 특징으로 했다. Actual Shorts는 유튜브 쇼츠에 맞춰 포맷된 쇼츠로, Animation vs. Minecraft Shorts 시리즈의 대부분의 에피소드가 30분까지의 러닝 타임으로 "쇼츠"로 간주하기에는 너무 길다는 사실을 언급하는 이름이다.

## 평가
이 시리즈는 전반적으로 긍정적인 평가를 받았다.

### 수상 및 후보
| 년도 | 수상                        | 부문                | 애니메이션                  | 결과 | Ref           |
| ---- | --------------------------- | ------------------- | --------------------------- | ---- | ------------- |
| 2007 | 웨비상                      | "People's Voice" 상 | "Animator vs. Animation II" | 수상 | [ 10 ] [ 27 ] |
| 2014 | 클리블랜드 국제 영화제      | "Best of Ohio" 상   | "Animator vs. Animation IV" | 후보 | [ 28 ]        |
| 2024 | Independent Mediainitiative | Unknown             | "Animation vs. Math"        | 수상 | [ 29 ]        |

## 같이 보기
- 플래시 애니메이션
- 막대인간